# Ciasteczkowy Potwór
Ciasteczkowy Potwór (Cookie Monster) – postać fikcyjna, jeden z muppetów Jima Hensona występujących w serialu Ulica Sezamkowa. Jest tam jedną z głównych postaci.

## Charakterystyka postaci
Ciasteczkowy Potwór, to postać zamieszkała przy fikcyjnej ulicy „Sezamkowej” w Nowym Jorku. Jego prawdziwe imię to Sidney. W serialu epizodycznie występują jego matka, kuzynka oraz siostra. W jednym z odcinków serialu Hotel Furchester pojawia się jego kuzyn pochodzący z Wielkiej Brytanii – Biscuit Monster. Urodziny potwora wypadają 2 listopada. 
Ciasteczkowy Potwór posiada dwoje wielkich, zezowatych oczu. Całe jego ciało pokryte jest niebieskim futrem. Ma wielkie dłonie oraz stopy.
Ciasteczkowy Potwór, jak wskazuje imię, ma ogromną słabość do ciasteczek. Za wszelką cenę próbuje je zdobyć od każdego. Dosłownie wszystko kojarzy mu się z ciasteczkami, np. w segmencie, w którym malował obrazy, cały czas je zjadał, gdyż cokolwiek namalował, przypominało mu ciastka. Postać ta może pochwalić się również sprytem, przebiegłością i chytrością. W filmie Elmo ratuje Boże Narodzenie bohater próbuje zjeść ciasteczka, które Elmo kupił dla Świętego Mikołaja. Ciasteczkowy przebrał się za świątecznego bohatera i próbował wyłudzić smakołyki, jednak mały potwór widział, kim jest „Mikołaj” i nie dał mu przysmaków. Ciasteczkowy zrobiłby dla ciastek wszystko, nigdy się on nie podda. W jednym ze skeczów, Oskar Zrzęda próbował nabrać go i zabierał ciastko sprzed jego nosa na sznurku. Zdeterminowany potwór jednak, ostatecznie zdobył upragniony smakołyk po wielu nieudanych próbach. 
Ulubiona literą Ciasteczkowego Potwora jest „C”, co wyznał w swojej piosence C is for Cookie (pol. C jak ciasteczko).

## Historia postaci

### Przed „Ulicą Sezamkową”
W 1967 Jim Henson został poproszony o współpracę z firmą General Foods przy produkcji reklamy. Na potrzeby spotu lalkarz uszył trzy potwory, każdy zjadał inny reklamowany produkt – płatki w kształcie kółek, koron oraz „flecików”. „Zjadacz kółek” to poprzednik Ciasteczkowego Potwora. Kukła była podobna do dzisiejszej, miała jednak zielone futro oraz zęby. Henson używał lalki również w innych mniejszych produkcjach jako postacie epizodyczne.

### Pierwsza seria „Ulicy Sezamkowej”
Ciasteczkowy Potwór stał się Ciasteczkowym Potworem w pierwszej serii Ulicy Sezamkowej. Choć był postacią bezimienną, to odnoszono się do niego jako „potwora z obsesją na punkcie ciastek".

### Dalsze losy na „Ulicy Sezamkowej”
Postać szybko odniosła sukces w serialu. W serii drugiej został ochrzczony „Ciasteczkowym Potworem”. 
W roku 1971 po raz pierwszy odśpiewano bardzo znany dzisiaj utwór C is for Cookie, w którym to Ciasteczkowy opowiada o swojej miłości do ciasteczek.
W 2005 roku, aby ograniczyć otyłość u dzieci w Ameryce, postać tymczasowo przemianowano na Veggie Monster (Warzywny Potwór).
W 2015 roku został jedną z głównych postaci programu Hotel Furchester.
Ciasteczkowy potwór od 2022 roku jest jednym z bohaterów animowanego spin-offu pt. Mecha Builders stworzonego w koprodukcji Guru Studio i Sesame Workshop. 